# Alsóregmec, Borsod-Abaúj-Zemplén
Alsóregmec este un sat în districtul Sátoraljaújhely, județul Borsod-Abaúj-Zemplén, Ungaria, având o populație de 212 locuitori (2011). 

## Demografie
Componența etnică a satului Alsóregmec
     Maghiari (73,03%)
     Slovaci (26,97%)
Componența confesională a satului Alsóregmec
     Greco-catolici (40,09%)
     Romano-catolici (31,6%)
     Reformați (3,3%)
     Necunoscută (25%)
Conform recensământului din 2011, satul Alsóregmec avea 212 locuitori. Din punct de vedere etnic, majoritatea locuitorilor (73,03%) erau maghiari, cu o minoritate de slovaci (26,97%). Nu există o religie majoritară, locuitorii fiind greco-catolici (40,09%), romano-catolici (31,6%) și reformați (3,3%). Pentru 25,0% din locuitori nu este cunoscută apartenența confesională.